# Stacja ruchoma
Stacja ruchoma, stacja abonencka – urządzenie niezbędne do korzystania z usług telekomunikacyjnych GSM PLMN (public land mobile network – publiczna sieć naziemnej łączności ruchomej). Pojęcie to dotyczy mobilnych urządzeń końcowych i może również dotyczyć wyposażenia urządzeń końcowych i przystawek do tych urządzeń. Niektóre z rozwiązań stosowanych konfiguracji znajdują swoje odbicie w oznaczeniach klas stacji ruchomych.

## Rodzaje stacji ruchomych
W systemie GSM przewidziano stosowanie różnych stacji ruchomych: przewoźnych, noszonych i doręcznych (miniaturowych noszonych w ręku nazywanych handheld).

## Stacje ruchome przewoźne
W skład stacji  przewoźnej wchodzi oddzielna antena, mikrotelefon z klawiaturą i odrębnie instalowany głośnik. Głośnik wraz z wbudowanym do niego tzw. układem głośno mówiącym umożliwia prowadzenie rozmów przez kierowcę bez potrzeby odrywania rąk od kierownicy. Wygodnym zamiennikiem urządzenia stacji przewoźnej jest montowana w samochodzie specjalna „kieszeń”, do której wkłada się miniaturowe urządzenie noszone, powodując automatyczne jego przekształcenie na urządzenia przewoźne.

## Stacje ruchome doręczne
Obecnie najczęściej używane są miniaturowe urządzenie doręczne. W takim urządzeniu mieści się całość wyposażenia wraz z mikrotelefonem, klawiaturą, anteną i akumulatorem. Korzystanie z urządzenia noszonego wymaga uzupełnienia wyposażenia o oddzielną ładowarkę, najlepiej zasilaną z sieci energetycznej. Stacje doręczne obecnie produkowane w seriach liczących nawet po kilkaset tysięcy sztuk. Ostra walka konkurencyjna powoduje, że produkowane są urządzenia coraz mniejsze i o coraz większym zakresie usług.

## Budowa stacji ruchomych
Każda stacja abonencka składa się z urządzenia, wbudowanej lub zewnętrznej anteny i karty SIM. Mikrotelefon i klawiatura mogą stanowić całość z resztą wyposażenia (stacje doręczne) lub mogą być wykonane jako odrębna jednostka (duża stacja nośna lub stacja przewoźna).

## Konfiguracja dostępu
Konfiguracja dostępu do usług powinna spełniać wymagania użytkownika i powinna być zależna od kombinacji wykorzystywanych teleusług, usług przenoszenia i usług dodatkowych. Zastosowana konfiguracja jest zależna od sposobu rozwiązania przyjętego przez wytwórcę, może to być jedno urządzenie lub ruchome urządzenia końcowe z dodatkowym wyposażeniem i/lub przystawkami do niego. 

### Zakresy częstotliwości
Zakresy częstotliwości dostępu do stacji od stacji ruchomej: standardowy zakres GSM, rozszerzony zakres GSM (włącznie z zakresami standardowymi), zakres DCS 1800. Stacja ruchoma może korzystać z jednego zakresu lub większej ich liczby.

## Stacja wielozakresowa
Stacja ruchoma przystosowana do pracy w więcej niż jednym zakresie częstotliwości nazywana jest stacją ruchomą wielozakresową. Stacja ruchoma wielozakresowa funkcjonalnie powinna być przystosowana do: przekazywania połączenia, dostrajania się do wyznaczonego kanału, wybierania komórki i powtórnego wybierania komórki spośród wszystkich zakresów częstotliwości pracy danej PLMN, to znaczy w przypadku gdy jeden kod PLMN jest zastosowany w tych zakresach częstotliwości. Dodatkowo stacja powinna być funkcjonalnie przystosowana do wybierania PLMN w sposób ręczny lub automatyczny we wszystkich zakresach jej pracy. Stacja ruchoma wielozakresowa powinna spełniać wszystkie wymagania ustalone dla każdego z jej indywidualnych zakresów. Ponadto powinna spełniać dodatkowe wymagania funkcjonalne dotyczące stacji ruchomych wielozakresowych.
Normy systemu GSM w tym norma PN ETS 300 504, w celu wyeliminowania ewentualnego szkodliwego wpływu na obsługującego, ograniczają moce nadajników stacji doręcznych. 